# Correcaminos UAT Reynosa
Los Correcaminos UAT Reynosa fue un equipo que participó en la Liga Nacional de Baloncesto Profesional con sede en Reynosa, Tamaulipas, México.

## Historia

### Trayectoria
| Temporada                | JG | JP | % | Play-offs | Resultado |
| Correcaminos UAT Reynosa |    |    |   |           |           |
| 2004                     |    |    |   |           |           |
| 2005                     |    |    |   |           |           |
| 2006                     |    |    |   |           |           |

## Jugadores

### Roster actual
| CORRECAMINOS REYNOSA - PLANTILLA 2007-2008 |                  |          |      |      |      |        |
| Nº                                         | JUGADOR          | POSICIÓN | PAÍS | ALT. | PESO | ORIGEN |
| 1                                          | Gerardo Ríos     | Base     |      |      |      |        |
| 2                                          | Erick Montalvo   | Base     |      |      |      |        |
| 15                                         | Quentin Gonzáles | Base     |      |      |      |        |
| Entrenador: José Luis Yebra                |                  |          |      |      |      |        |